# Luise av Preussen (1808–1870)
Luise Auguste Wilhelmine Amalie av Preussen, född 1 februari 1808 i Königsberg, död 6 december 1870 i Wassenaar, var prinsessa av Nederländerna. Hon var gift med sin kusin prins Fredrik av Nederländerna samt dotter till kung Fredrik Vilhelm III av Preussen och Louise av Mecklenburg-Strelitz. 

## Biografi
Luise lärde känna Fredrik under sin barndom, då han ofta var i Berlin, och paret förlovades 1823. Vigseln ägde rum först 21 maj 1825 i Berlin. Äktenskapet uppfattades som en dynastisk allians mellan Nederländerna och Preussen och kompletterades med hennes brors äktenskap med hennes makes syster. Det uppfattades också som mycket dynastiskt betydelsefullt i den dåtida legitimeringspolitiken, eftersom det nederländska kungahuset var en ny dynasti. De levde i Haag; 1828 vid Korte Voorhout och sedan 1838 huvudsakligen i Wassenaar. På grund av sina starka pro-preussiska sympatier kom hon ofta i konflikt med drottningen, Sophie av Württemberg, särskilt under tysk-franska kriget 1870–1871. 
Luise spelade ingen dominant position offentligt utan delade på makens fläckfria rykte och stod ofta i skuggan av honom. Hon deltog 1838 i planeringen av parken kring parets residens Passow i samarbete med arkitekterna Eduard Petzold och Jan David Zocher. Hon grundade 1869 Luisestiftelsen för föräldralösa barn. Hon beskrivs som släktkär och hennes korrespondens uppfattas som en värdefull källa om hovlivet i Nederländerna, St Petersburg och Stockholm. Hon besökte ofta sina döttrar bosatta i Stockholm respektive Neuwied.

## Barn
- Luise (Lovisa av Nederländerna) (1828–1871) gift med Karl XV av Sverige
- Frederik Wilhelm (1833–1834)
- Frederik Wilhelm (1836–1846)
- Marie av Nederländerna (1841–1910), gift med furst Wilhelm av Wied och mor till bland annat Wilhelm av Wied och Victor av Wied